# 畑中猛重
畑中 猛重（はたなか たけしげ、1948年1月8日 - ）は、日本の俳優。福岡県遠賀郡水巻町出身。旧芸名は畑中 猛。

## 出演作品

### 映画
- 不良番長シリーズ（東映） 
  - 不良番長 （1968年） - 組員
  - 不良番長 練鑑ブルース（1969年）
  - 不良番長 送り狼（1969年）
  - 不良番長 どぶ鼠作戦 （1969年）
  - 不良番長 口からでまかせ （1970年）
  - 不良番長 突撃一番（1971年）
  - 不良番長 骨までしゃぶれ（1972年）
- 新網走番外地シリーズ (東映)
  - 新網走番外地 流人岬の血斗（1969年） - 浜倉組組員
  - 新網走番外地 さいはての流れ者（1969年） - 田丸組組員
  - 新網走番外地 大森林の決斗（1970年） - 囚人
  - 新網走番外地 吹雪の大脱走（1971年） - 熊沢の子分
  - 新網走番外地 嵐呼ぶダンプ仁義（1972年） - 大沼の子分
- 任侠興亡史 組長と代貸（1970年、東映） - 子分
- 捨て身のならず者（1970年、東映） - 手下
- やくざ刑事シリーズ（1970年、東映）
  - やくざ刑事
  - やくざ刑事 マリファナ密売組織
- 昭和残侠伝シリーズ（東映）
  - 昭和残侠伝 死んで貰います（1970年） - 駒井の子分
  - 昭和残侠伝 破れ傘（1972年） - 天神の子分
- 最後の特攻隊（1970年、東映）
- 新宿の与太者（1970年、東映） - 黒沼
- 暴力団再武装（1971年、東映） - 山﨑
- ごろつき無宿（1971年、東映） - チンピラ
- 銀蝶シリーズ（1972年、東映）
  - 銀蝶渡り鳥 - 大和田の子分
  - 銀蝶流れ者 牝猫博奕
- ギャング対ギャング 赤と黒のブルース（1972年、東映） - 水森の若衆
- 現代やくざシリーズ（1972年、東映）
  - 現代やくざ 人斬り与太（1972年） - 三人組
  - 人斬り与太 狂犬三兄弟（1972年） - 新政会組員
- 女囚さそりシリーズ（東映）
  - 女囚701号/さそり（1972年） - 手下
  - 女囚さそり けもの部屋（1973年） - 鮫島の部下
  - 新・女囚さそり 特殊房X（1977年） - 看守
- 麻薬売春Gメン（1972年、東映） - 配下
- やくざと抗争（1972年、東映） - 板野
- ボディガード牙（1973年、東映）
- ボディガード牙 必殺三角飛び（1973年、東映） - 黒木
- 海軍横須賀刑務所（1973年、東映） - 新兵
- 実録安藤組シリーズ（東映）
  - 実録安藤組 襲撃篇（1973年） - バーテン
  - 安藤組外伝 人斬り舎弟（1974年） - 畑
  - 安藤昇のわが逃亡とSEXの記録（1976年） - 安藤組組員
- 暴力街（1974年、東映）
- 0課の女 赤い手錠（1974年、東映） - スナック・マンハッタンを訪ねてきた船員風の男
- 色情トルコ日記（1974年、東映） - 仔分
- 直撃! 地獄拳（1974年、東映） - 子分
- 女必殺拳（1974年、東映）
- 任侠花一輪（1974年、東映） - 安川
- 直撃地獄拳 大逆転（1974年、東映） - ジャックナイフジョー
- 仁義の墓場（1975年、東映） - 哲
- 若い貴族たち 13階段のマキ（1975年、東映） - 倉持
- ウルフガイ 燃えろ狼男（1975年、東映） - 塚田組組員
- 新幹線大爆破（1975年、東映） - 貨物5790列車機関士
- けんか空手 極真拳（1975年、東映）
- 帰って来た女必殺拳（1975年、東映） - 王の部下
- トラック野郎シリーズ（東映）
  - トラック野郎・御意見無用（1975年） - 運転手 ※ノンクレジット
  - トラック野郎・爆走一番星（1975年） - 警官 ※ノンクレジット
  - トラック野郎・望郷一番星（1976年） - 港の番町
  - トラック野郎・度胸一番星（1977年） - 警官
  - トラック野郎・突撃一番星（1978年） - 使用人
  - トラック野郎・一番星北へ帰る（1978年） - 警官 ※ノンクレジット
- 実録三億円事件 時効成立（1975年、東映） - 刑事
- 横浜暗黒街 マシンガンの竜（1976年、東映） - 春日巡査
- 子連れ殺人拳（1976年、東映） - 市川
- お祭り野郎 魚河岸の兄弟分（1976年、東映）
- 男組 少年刑務所（1976年、東映） - 佐藤
- 爆発! 750cc族（1976年、東映） - 白バイ警官
- 河内のオッサンの唄（1976年、東映） - 剛田組組員
- 河内のオッサンの唄 よう来たのワレ（1976年、東映） - 大東興業組員
- 空手バカ一代（1977年、東映） - 杉山
- 犬神の悪霊（1977年、東映） - 安井
- 人間の証明（1977年、東映） - 刑事
- 赤穂城断絶（1978年、東映） - 武林唯七
- 水戸黄門（1978年、東映）
- 白昼の死角（1979年、東映） - 刑事
- 俺達に墓はない（1979年、東映セントラルフィルム） - 浦
- 処刑遊戯（1979年、東映セントラルフィルム） - 時任
- 復活の日（1980年、東宝） - 南極日本隊隊員
- 野獣死すべし（1980年、東映） - 街頭のチンピラ
- 青春の門（1981年、東映） - 坑夫
- 魔界転生（1981年、東映） - 侍
- 里見八犬伝（1983年、東映洋画) - 宴の侍

### テレビドラマ
- 怪盗ラレロ（1968年、NTV）
- ゴールドアイ（1970年、NTV）
  - 第1話「闇を裂く男たち」
  - 第8話「地獄へのパスポート」
  - 第15話「死闘また死闘」
  - 第16話「破壊工作員"山猫"」
- 超人バロム・1 第13話「魔人タコゲルゲが子供をねらう!」（1972年、YTV） - 警官
- キイハンター 第228話「女忍者対ギャング 変身大作戦!」（1972年、TBS）
- 非情のライセンス（NET）
  - 第1シリーズ 第29話「兇悪の甘い影」（1973年）
  - 第2シリーズ
    - 第89話「兇悪犯指名手配」（1976年） - 囚人
    - 第120話「濡れ衣」（1977年） - 刑事

  - 第3シリーズ（1980年）
    - 第1話「兇悪の門出・赤ちゃんの顔が見たい!」
    - 第11話「兇悪の女囚・コールガール殺人事件」
- バーディー大作戦（1974年、TBS）
  - 第13話「俺たちはダーディハリー3」
  - 第17話「殺人鬼の見合い結婚!」
  - 第20話「アベックギャングコンテスト」
  - 第33話「ジングルベルは殺しのテーマ」
  - 第34話「年忘れ新婚除夜の鐘」
- Gメン'75（TBS）
  - 第3話「警官殺し!」（1975年）※出演シーンカット
  - 第16話「Gメン皆殺しの予告」（1975年） - 電話ボックスの警官
  - 第20話「背番号3長島対Gメン」（1975年）
  - 第24話「二人組警官ギャング」（1975年） - 警官
  - 第44話「警視庁警視の妻の犯罪」（1976年）
  - 第51話「刑事訴訟法47条 女子大生ジャック」（1976年） - 東都警備ガードマン
  - 第53話「殺人ドライブの謎」（1976年）
  - 第55話「Gメンの首」（1976年）
  - 第57話「刑法第十一条 絞首刑・その後」（1976年） - 刑事
  - 第58話「樹海に消えた白骨死体」（1976年） - 現金輸送車の警備員
  - 第64話「逃亡刑事」（1976年）
  - 第65話「真夏の夜の連続女性殺人事件」（1976年）※出演シーンカット
  - 第71話「刑事の女体受託収賄事件」（1976年）
  - 第75話「刑事を捨てた刑事」（1976年） - 中原署暴力団担当刑事
  - 第77話「指の無いタクシー運転手」（1976年）
  - 第78話「土曜日の幼稚園ジャック」（1976年） - 刑事
  - 第81話「灰色高官殺人事件」（1976年）
  - 第83話「師走 - スリも走る刑事も走る」（1976年）
  - 第97話「嫁・姑・孫の戦い」（1977年）
  - 第101話「切り裂きジャック連続殺人事件」（1977年）
  - 第102話「思春期病棟」（1977年） - 消防隊員
  - 第103話「また逢う日まで響圭子刑事」（1977年） - 宮下坂交番警官
  - 第104話「77.5.14 津坂刑事殉職」（1977年） - 所轄刑事
  - 第108話「ヌードモデル殺人事件」（1977年） - 警官
  - 第112話「宇宙食の恐怖」（1977年） - 覚醒剤密造グループ
  - 第116話「エクソシスト殺人事件」（1977年）
  - 第118話「黒人兵カービン銃乱射事件」（1977年） - 警官
  - 第125話「ウソ発見器」（1977年） - 警官
  - 第129話「警察犬と女刑事」（1977年） - 速水刑事をナンパした男
  - 第137話「'78新春大脱獄!」（1978年） - パトカーの警官
  - 第171話「太平洋捜査網」（1978年） - 金塊密輸犯
  - 第184話「警官嫌い」（1978年） - 守衛
  - 第245話「浴槽の死美人」（1980年） - 大牟田
- 新宿警察 第15話「脅迫電話」（1975年、CX）
- 前略おふくろ様 第2シリーズ 第4話（1976年、NTV） - 若い男
- 秘密戦隊ゴレンジャー 第69話「五色の新兵器!! バリキキューン発進」（1976年、NET） - 警官
- 5年3組魔法組（1977年、NET）
  - 第4話「一生一代の大ピンチ」
  - 第16話「会えるかな? あこがれの歌手!」
  - 第18話「奇々怪々なしっぺ返し!」 - 警官
  - 第24話「ガンモの初恋」 - トラック運転手
- 特捜最前線（ANB）
  - 第57話「改造拳銃・失われたロック!」（1978年）
  - 第77話「挑戦I・おじさんは刑事だった!」（1978年）
  - 第117話「落ちた手首が喋るとき!」（1979年）
  - 第190話「償い」（1980年）
  - 第272話「狙われた乗客!」（1982年）
  - 第278話「逮捕 魔の24時間!」（1982年）
  - 第309話「撃つ女!」（1983年）
  - 第340話「老刑事・96時間の追跡!」（1983年）
- 大追跡 第20話「日の丸愚連隊」（1978年、NTV）
- 柳生一族の陰謀 第1話「将軍毒殺」、第2話「美女のいけにえ」（1978年、KTV）
- 熱中時代 第1シリーズ 第12話「熱中先生と少年探偵団」（1978年、NTV） - 学校荒しの犯人
- ゴールデンドラマシリーズ 悪の紋章 第3話、第4話（1979年、CX）
- 土曜ワイド劇場 0計画を阻止せよ -総理大臣誘拐!!-（1979年、ANB）
- 大都会 PARTIII（1979年、NTV）
  - 第29話「爆殺のプレリュード」
  - 第42話「シージャック強盗団」
  - 第48話「囮作戦」
- 鉄道公安官 第4話「さらば、友よ……」（1979年、ANB）
- 大空港 第47話「ジャンボジェットにマシーンを乗せろ 青春の爆走!」（1979年、CX） ※畠中猛重名義
- ザ・スーパーガール（12ch）
  - 第20話「女の命は裸で守れ」（1979年）
  - 第23話「暴力の街に女体を賭けろ」（1979年）
  - 第40話「全裸殺人 真夜中の訪問者」（1980年）
- 騎馬奉行（KTV） 
  - 第6話「天保 黄金の犬」（1979年）
  - 第15話「女盗賊の復讐」（1980年）
- 噂の刑事トミーとマツ（TBS）
  - 第1シリーズ 第43話「ゆきすぎ課長辞職! さて後任は?」（1980年）
  - 第2シリーズ 第19話「城ヶ島の対決! トミマツvs凶悪軍団」（1982年）
- 大激闘マッドポリス'80 第8話「破壊」（1980年、NTV）
- 西部警察（ANB）
  - 西部警察 (PART1)
    - 第18話「俺たちの闘い」（1980年）
    - 第36話「燃える導火線」（1980年）
    - 第43話「4号岸壁の殺人」（1980年）
    - 第78話「射殺」（1981年）
    - 第93話「氷点下の激闘」（1981年）
    - 第101話「甦れ、ヨタロー!」（1981年）
    - 第117話「眼を開け! カウボーイ」（1982年）

  - 西部警察 PART-II
    - 第4話「殺しのキーワード」（1982年）
    - 第14話「男たちの絆」（1982年）
    - 第30話「別離（わかれ）のラストフライト」（1983年）

  - 西部警察 PART-III
    - 第13話「追跡! 1825日」（1983年）
    - 第29話「生命尽きても! 平尾一兵」（1983年）
    - 第54話「妹」（1984年）
    - 第66話「たった一人の挑戦」（1984年）
- ミラクルガール 第14話「恐怖の交換殺人」（1980年、12ch）
- 爆走!ドーベルマン刑事 第15話「Mrペテン師VS黒バイ部隊」（1980年、ANB）
- 特命刑事 第5話「小さな亡命者」（1980年、NTV）
- 大江戸捜査網（12ch）
  - 第3シリーズ
    - 第353話「おんな蟻地獄」（1980年)
    - 第502話「哀愁別れ唄 さざんかの宿」（1983年）
    - 第513話「二万両が舞う 十蔵花嫁騒動」（1983年）

  - 新 大江戸捜査網 第18話「おんな牢しのび肌」（1984年） - 己之吉
- 太陽にほえろ!（NTV）
  - 第432話「スリ学入門」（1980年）
  - 第446話「光る紙幣」（1981年）
- ザ・ハングマン（ABC）
  - ザ・ハングマン 燃える事件簿 第7話「亡者を呼ぶ金相場」（1980年）
  - ザ・ハングマンII 第18話「さらわれた女子大生 救出トンビ作戦」（1982年）
- ドラマ・人間 横浜米軍機墜落事件（1981年、ANB）
- プロハンター 第13話「北北西に向かって走れ」（1981年、NTV）
- 時代劇スペシャル 沖田総司 -華麗なる暗殺者-（1982年、CX）
- ザ・サスペンス 回転ドアの女（1984年、TBS）
- 流れ星佐吉 第19話「幻の絵図面大騒動」（1984年、KTV）
- ただいま絶好調! 第6話「あの娘は億万長者」（1985年、ANB）